# Sbor pověřenců 2. srpna 1956 – 11. července 1960
Sbor pověřenců 2. srpna 1956 – 11. července 1960 působil jako vládní orgán Slovenské národní rady na území Slovenska v poúnorovém Československu v letech 1956-1960. Šlo v pořadí o dvanáctý a poslední Sbor pověřenců. V následujících letech (1960-1968) Sbor pověřenců zanikl jako kolektivní orgán a jednotliví pověřenci působili v rámci komisí Slovenské národní rady.

## Složení Sboru pověřenců
- předseda Sboru pověřenců:
  - Rudolf Strechaj
- 1. místopředseda Sboru pověřenců a pověřenec - předseda Slovenské plánovací komise:
  - Pavol Majling
- místopředseda Sboru pověřenců:
  - Štefan Šebesta (do 13. ledna 1958)
  - Ján Štencl (od 13. ledna 1958)
- Místopředseda Sboru pověřenců a pověřenec financí:
  - Ján Marko (do 13. března 1959 pověřenec financí)
- pověřenec financí:
  - Ján Marcelly (od 13. března 1959)
- pověřenec vnitra:
  - Oskár Jeleň
- pověřenec zemědělství a lesního hospodářství (od 1. července 1959 pověřenec zemědělství):
  - Michal Chudík
- pověřenec obchodu:
  - Ján Bušniak
  - Ľudovít Bortel (od 25. dubna 1957)
- pověřenec dopravy:
  - Karol Fajnor
- pověřenec pracovních sil:
  - Jozef Gajdošík (do 31. srpna 1958)
- pověřenec místního hospodářství:
  - Alexander Horák (do 21. března 1958)
- pověřenec spotřebního průmyslu:
  - Miloš Hrušovský
- pověřenec spojů:
  - Jozef Lukačovič
- pověřenec potravinářského průmyslu a výkupu zemědělských výrobků (od 1. července 1959 pověřenec potravinářského průmyslu):
  - Ján Marcelly
  - Jozef Gajdošík (od 13. března 1959)
- pověřenec školství a kultury:
  - Ernest Sýkora
  - Vasil Biľak (od 8. prosince 1958)
- pověřenec stavebnictví:
  - Samuel Takáč
- pověřenec zdravotnictví:
  - Vojtech Török
- pověřenec spravedlnosti:
  - Juraj Uhrín
  - Mikuláš Kapusňák (od 18. prosince 1956)
  - Ladislav Gešo (od 13. března 1959)
- pověřenec místních paliv a naftového průmyslu:
  - Štefan Krčmárik (od 1. září 1956)
- pověřenec státní kontroly:
  - Ľudovít Benada (od počátku roku 1957 do 23. června 1958)
  - Alexander Paulovič (od 8. července 1958)
- předseda Slovenského výboru pro výstavbu:
  - Alexander Horák (od 18. července 1958)